# Arnberghütte
Die Arnberghütte ist eine Schutzhütte der Sektion Buchen des Deutschen Alpenvereins (DAV). Sie liegt im Odenwald in Deutschland. Es handelt sich um eine Selbstversorgerhütte ohne Bewirtschaftung.

## Geschichte
Die Sektion Buchen wurde im Jahr 1975 in Buchen als Ortsgruppe der Sektion Heidelberg des Deutschen Alpenvereins (DAV) gegründet. Nach 15 Jahren spaltete sich die Sektion Buchen ab und gründete 1990 eine eigene Sektion im Deutschen Alpenverein (DAV). Die Arnberghütte wurde 1964 erbaut. Die Sektion Buchen hat sie 1987 erworben. Erweitert wurde die Hütte in den Jahren 1988 und 1999.

## Lage
Die Arnberghütte liegt im Odenwald in der Stadt Buchen und dort befindet sie sich im „Gewann Wasengarten“.

## Zustieg
- Es existiert ein Parkplatz 200 m vor der Hütte.

## Tourenmöglichkeiten
- Von Buchen ins Morretal, Wanderung, Odenwald, 23,9 km, 7,5 Std.
- Rund um Buchen im östlichen Odenwald, 10,8 km, 3 Std.
- Zum Tontagebau an der Gesteinsgrenze Buntsandstein – Muschelkalk, Wanderung, Odenwald, 10,3 km, 2,4 Std.
- Arnberg-Weg, Wanderung, Odenwald, 14,2 km, 4 Std.
- Wolfsgarten - Weg / „zur Richterstätte des Mittelalters“, Wanderung, Buchen (Odenwald), 6,9 km, 2 Std.
- Bildstöcke im Blickpunkt, Wanderung, Odenwald, 8,9 km, 2,2 Std.
- Morretal-Weg B4, Wanderung, Odenwald, 10,9 km, 3 Std.
- Bulau-Weg B3, Wanderung, Buchen (Odenwald), 4,4 km, 1,2 Std.
- Dauntal-Weg B6, Wanderung, Odenwald, 8,8 km, 4,5 Std.
- Wartberg-Weg B7, Wanderung, Odenwald, 7,5 km, 2 Std.
- Kleiner Höhlenrundweg, Wanderung, Odenwald, 14 km, 3,5 Std.[4]

## Klettermöglichkeiten
- Klettern im Odenwald.[5]

## Skifahren
- Skigebiete im Odenwald.[6]

## Karten
- Blatt 19, Östlicher Odenwald – Madonnenländchen: Wander- und Radwanderkarte 1:20.000. Mit Buchen, Limbach, Mudau, Seckach und Walldürn: Wander- und Naturpark Neckartal-Odenwald, Landkarte – Gefaltete Karte, ISBN 978-3-931273-87-3